# Gedern
Gedern település Németországban, Hessen tartományban. Lakosainak száma 7250 fő (2023. december 31.).

## Népesség
A település népességének változása:
| Lakosok száma | 7387 | 7342 | 7165 | 7271 | 7250 |
|               | 2017 | 2019 | 2021 | 2022 | 2023 |